# Келлі Кларксон
Ке́ллі Бріанн Кла́рксон (англ. Kelly Brianne Clarkson; нар. 24 квітня 1982, США) — американська співачка та акторка.

## Життєпис
Народилась в Форт-Верті, штат Техас. Починаючи з 2000 знімалась у серіалах Sabrina, the Teenage Witch («Сабріна — маленька відьма») і That 80's Show («Шоу 80-х»). 2002 року перемогла на телешоу American Idol з піснею «A Moment Like This». 2003 року співачка записала дебютний альбом Thankful, який зайняв першу сходинку в чарті Billboard Top 200, був визнаний двічі платиновим у США та платиновим у Канаді.
2006 року Келлі Кларксон стала володаркою премій Греммі в номінації «Найкраще жіноче поп-виконання» за пісню «Since U Been Gone» та в номінації «найкращий поп-альбом» за альбом «Breakaway».

## Особисте життя
У лютому 2012 року Кларксон почала зустрічатися з менеджером талантів Брендоном Блекстоком, сином її колишнього менеджера Нарвела Блекстока та колишнім пасинком Реби МакІнтайр. Вона та Блексток одружилися 20 жовтня 2013 року на фермі Блекберрі в Волленді, штат Теннессі. Під час їхнього шлюбу Брендон був її менеджером Разом у них є дочка Рівер, яка народилася в червні 2014 року, і син Ремінгтон «Ремі», народжений у квітні 2016 року. У червні 2020 року Кларксон подала на розлучення з Блексток, посилаючись на непримиренні розбіжності. У березні 2022 року стало відомо, що їхнє розлучення було завершено. У лютому 2022 року Кларксон офіційно змінила офіційне ім'я на Келлі Бріанн. В інтерв'ю вона повідомила, що зміна імені стосується її особистого життя, тоді як публічне ім'я залишиться незмінним. 
21 листопада 2023 року Кларксон отримала понад 2,6 мільйона доларів від свого колишнього чоловіка Брендона Блекстока за комісійні, виплачені йому за бізнес-угоди, які він укладав як її менеджер. Уповноважений з питань праці Каліфорнії постановив, що Блексток порушив закон штату про агентства талантів, уклавши ці угоди, якими мали керувати агенти Кларксона з талантів в Creative Artists Agency. Рішення включало комісійні від ролі Кларксона в The Voice та інших рекламних угод, але не вимагало відшкодування за угоди, пов'язані з Шоу Келлі Кларксон.
У жовтні 2019 року Кларксон повідомила, що з 2006 року вона лікує аутоімунні захворювання та захворювання щитовидної залози, про які вона вже говорила в Today у 2018 році.

## Філантропія
У квітні 2007 року Келлі взяла участь у «Idol Gives Back», зборі коштів для бідних людей в Африці та США, виконавши «Up to the Mountain» разом з Джеффом Беком. Пізніше того ж року вона виконала  пісні на американській ділянці концертів Live Earth, обираючи екологічну обізнаність про зміну клімату. Вона служила послом March of Dimes, оскільки вона була на American Idol, регулярно збирала гроші та допомагала у волонтерській діяльності, брала участь у «Марші за немовлят» задля покращення здоров’я матерів і немовлят. Крім того, Келлі брала участь в організації «Будинки надії», яка опікується та будує сиротинці для дітей у Південній Африці, які постраждали від ВІЛ/СНІДу, насильства та бідності. Вона відвідувала тих дітей, а також брала участь у благодійному концерті «A Night for Hope» (організованому бек-вокалістами Кларксона, Джилл і Кейт), де вона виконала пісню, яку написала після своєї поїздки до Південної Африки. Келлі також підтримує благодійні організації Save the Children, ЮНІСЕФ, «Do Something» і «STOMP Out Bullying» і музичні ініціативи, такі як Save the Music Foundation.
Келлі має ранчо в Техасі для небажаних тварин, серед яких були кози з ампутованими кінцівками, сліпі собаки та коні, які пережили коліки; у заповіднику більше 80 тварин. Вона допомогла надати їм ветеринарну допомогу та знайшла для них прийомну сім’ю. Кларксон виступила на благодійному концерті 1 березня 2013 року, підтримуючи Opportunity Education Foundation, що базується в Омахі, організацію, яка забезпечує доступ до освіти для дітей у всьому світі. У 2013 році Келлі підтримала Feeding America, The Ad Council та їхню кампанію Child Hunger PSA Campaign, яка надає їжу дітям, які страждають від голоду. Також у 2013 році Кларксон взяла участь у кампанії Green Mountain Coffee Great Coffee, Good Vibes, Choose Fair Trade, відвідавши кавові ферми в Перу, щоб привернути увагу до важливості отримання сертифікату Fair Trade.

## Дискографія

### Альбоми
- 2003: Thankful
- 2004: Breakaway
- 2007: My December
- 2009: All I Ever Wanted
- 2012: Stronger
- 2012: Greatest Hits – Chapter One
- 2013: Wrapped in Red
- 2015: Piece by Piece
- 2017: Meaning of Life
- 2021: When Christmas Comes Around...

### Сингли
| Рік  | Назва                                  | Альбом                      | Позиція в чартах | Позиція в чартах | Позиція в чартах | Позиція в чартах | Позиція в чартах | Позиція в чартах | Позиція в чартах | Позиція в чартах | Позиція в чартах | Позиція в чартах | Позиція в чартах | Позиція в чартах | Позиція в чартах | Позиція в чартах | Позиція в чартах | Бали |
| Рік  | Назва                                  | Альбом                      | UWC              | U.S. Hot 100     | U.S. Pop 100     | U.S. A/C         | U.S. Country     | CAN              | UK               | IRE              | NET              | GER              | AUT              | SWI              | EU               | AUS              | ARC              | Бали |
| ---- | -------------------------------------- | --------------------------- | ---------------- | ---------------- | ---------------- | ---------------- | ---------------- | ---------------- | ---------------- | ---------------- | ---------------- | ---------------- | ---------------- | ---------------- | ---------------- | ---------------- | ---------------- | ---- |
| 2002 | «A Moment like This»                   | Thankful                    | 23               | 1                | -                | 4                | 58               | 1                | -                | -                | -                | -                | -                | -                | -                | -                | -                | 3    |
| 2003 | «Miss Independent»                     | Thankful                    | 16               | 9                | -                | 28               | -                | 6                | 6                | 11               | 9                | 52               | 39               | 44               | -                | 3                | -                | 1    |
| 2003 | «Low»                                  | Thankful                    | -                | 58               | -                | -                | -                | 2                | 35               | -                | -                | -                | -                | -                | -                | 11               | -                | 6    |
| 2004 | «The Trouble with Love Is»             | Thankful                    | -                | 101              | -                | -                | -                | 25               | 35               | -                | 32               | 42               | -                | 62               | -                | 11               | -                | 8    |
| 2004 | «My Grown Up Christmas List»           | The Great Holiday Classics  | -                | -                | -                | 17               | -                | -                | -                | -                | -                | -                | -                | -                | -                | -                | -                | -    |
| 2004 | «Breakaway»                            | Breakaway                   | 17               | 6                | -                | 1                | -                | 3                | 22               | 12               | 9                | 13               | 8                | 14               | 20               | 10               | -                | 2    |
| 2004 | «Since U Been Gone»                    | Breakaway                   | 8                | 2                | 1                | 22               | -                | 1                | 5                | 4                | 4                | 6                | 3                | 7                | 5                | 3                | 3.90m            | 1    |
| 2005 | «Behind These Hazel Eyes»              | Breakaway                   | 15               | 6                | 3                | 13               | -                | 4                | 9                | 4                | 7                | 16               | 9                | 20               | 27               | 6                | 3.35m            | 2    |
| 2005 | «Because of You»                       | Breakaway                   | 4                | 7                | 2                | 3                | -                | 2                | 7                | 5                | 1                | 4                | 3                | 1                | 4                | 4                | 6.18m            | 1    |
| 2006 | «Gone»                                 | Breakaway                   | -                | -                | 77               | -                | -                | -                | -                | -                | -                | -                | -                | -                | -                | -                | -                | 25   |
| 2006 | «Walk Away»                            | Breakaway                   | 16               | 12               | 6                | 19               | -                | 4                | 21               | 10               | -                | 30               | 29               | 58               | 100              | 27               | 1.19m            | 3    |
| 2007 | «Never Again»                          | My December                 | 24               | 8                | 5                | -                | -                | 12               | -                | -                | 39               | -                | -                | -                | -                | -                | .17m             | 15   |
| 2007 | «Up to the Mountain» (with Jeff Beck)  | Idol Gives Back             | -                | 56               | -                | -                | -                | -                | -                | -                | -                | -                | -                | -                | -                | -                | -                | -    |
| 2007 | «Because of You» (with Reba McEntire)A | Duets (Reba McEntire album) | -                | -                | -                | -                | 42               | -                | -                | -                | -                | -                | -                | -                | -                | -                | -                | -    |
| 2007 | «One Minute»                           | My December                 | -                | -                | -                | -                | -                | -                | -                | -                | -                | -                | -                | -                | -                | -                | -                | -    |
| 2007 | «Sober»                                | My December                 | -                | -                | -                | -                | -                | -                | -                | -                | -                | -                | -                | -                | -                | -                | -                | -    |
| 2007 | «Don't Waste Your Time»                | My December                 | -                | -                | -                | -                | -                | -                | -                | -                | -                | -                | -                | -                | -                | -                | -                | -    |
|      |                                        |                             | UWC              | U.S. Hot 100     | U.S. Pop 100     | U.S. A/C         | U.S. Country     | CAN              | UK               | IRE              | NET              | GER              | AUT              | SWI              | EU               | AUS              | ARC              |      |
|      |                                        | Number one hits             | -                | 1                | 1                | 1                | -                | 2                | -                | -                | 1                | -                | -                | 1                | -                | -                |                  |      |
|      |                                        | Top ten hits                | 2                | 7                | 5                | 3                | -                | 8                | 4                | 4                | 5                | 2                | 4                | 2                | 2                | 5                |                  |      |